# 700-709
De jaren 700-709 (van de christelijke jaartelling) zijn een decennium in de 8e eeuw.

## Belangrijke gebeurtenissen
- 705 : Met steun van de Bulgaarse khan Tervel herovert Justinianus II van Byzantium zijn plaats op de keizerstroon . Hij draagt een gouden neus en laat een tolk voor hem het woord doen vanwege zijn afgesneden neus en tong.
- 706 : De Omayyaden veroveren Tanger (Noord-Afrika).

## Kunst en cultuur

### Architectuur
- Onder de heerschappij van kalief Al-Walid I begint men aan de bouw van de Grote moskee van Damascus.

## Heersers

### Europa
- Beieren: Theodo II (ca. 680-717)
- Bulgaren: Asparoech (681-701), Tervel (ca. 701-721)
- Byzantijnse Rijk: Tiberios II (698-705), Justinianus II (705-711)
  - exarchaat Ravenna: Johannes II Platinus (687-702), Theophylactus (702-710)
- Engeland en Wales
  - East Anglia: Ealdwulf (663-713)
  - Essex: Sigeheard, Swaefred (694-709) en Offa (705-709), Saelred (709-746)
  - Gwynedd: Idwal ap Cadwaladr (ca. 682-720)
  - Kent: Wihtred (690-725)
  - Mercia: Æthelred I (675-704), Coenred (704-709), Coelred (709-716), Coelwald (716), Æthelbald (716-757)
  - Northumbria: Aldfrith (688-704), Eadwulf (704-705), Osred I (705-716)
  - Wessex: Ine (688-726)
- Franken: Childebert III (695-711)
  - hofmeier van Austrasië: Pepijn van Herstal (675-714)
  - hofmeier van Neustrië: Grimoald II (696-714)
  - Champagne/Neustrië (hertog): Drogo (690-705), Arnulf (?-723)
  - Aquitanië: Odo (?-735)
  - Elzas: Adalbert I (?-723)
- Friezen: Radboud (?-719)
- Longobarden: Liutpert (700-701), Raginpert (701), Aripert II (701-712)
  - Benevento: Grimoald II (687-707), Romuald II (707-730)
  - Spoleto: Thrasimund I (665-703), Faroald II (703-724)
- Venetië (doge): Paolo Lucio Anafesto (697-717)
- Visigoten: Ergica (687-702), Witiza (702-709), Roderik (709-711)

### Azië
- China (Tang): Wu Zetian (690-705), Tang Zhongzong (705-710)
- Göktürken: Kapagan Khan (691-716)
- India
  - Chalukya: Vijayaditya (696-733)
  - Pallava: Narasimhavarman II (700-728)
- Japan: Monmu (697-707), Gemmei (707-715)
- Omajjaden: Abd al-Malik (685-705), al-Walid I (705-715)
- Silla (Korea): Hyoso (692-702), Seongdeok (702-737)
- Tibet: Tridu Songtsen (676-704), Lha Bal-po (704-705), Tri Malö (705-712)

### Religie
- paus: Sergius I (687-701), Johannes VI (701-705), Johannes VII (705-707), Sisinnius (708), Constantijn I (708-715)
- patriarch van Alexandrië (Grieks): vacant
- patriarch van Alexandrië (Koptisch): Simeon I (689-701), Alexander II (702-729)
- patriarch van Antiochië (Grieks): Alexander (695-702)
- patriarch van Antiochië (Syrisch): Julianus II (686-708), Elias I (709-723)
- patriarch van Constantinopel: Callinicus I (693-705), Cyrus (705-711)
- patriarch van Jeruzalem: Anastasius II (692?-706), Johannes V (706-735)
- imam (sjiieten): Ali Zain al-Abidien (680-712)

<< · 700 · 701 · 702 · 703 · 704 · 705 · 706 · 707 · 708 · 709 · >>
<< · 700-709 · 710-719 · 720-729 · 730-739 · 740-749 · 750-759 · 760-769 · 770-779 · 780-789 · 790-799 · >>